# ベオグラード包囲戦 (1521年)
1521年のベオグラード包囲戦は、オスマン帝国による西方への大遠征中、ハンガリーとの戦争において、ハンガリーに対する3回目の攻撃で起こった戦闘である。
オスマン皇帝スレイマン1世は、先祖のメフメト2世が征服に失敗したロドス島とベオグラードを最初の軍事行動の目標に決めた（ロドス島は1522年のロドス包囲戦）。スレイマン1世は1521年5月中旬に軍を送り出し、この進軍の目的はベオグラード征服だった。ハンガリーは混乱し、オスマン軍に効果的に反撃することができなかった。過去の戦闘と違い、皇帝はサヴァ川から進軍することにした。そうすると、スレムを最初に征服する必要があり、最終的に行われた。ベオグラード軍は抵抗し続けたが、戦力と戦争物資の不足で、1521年8月28日、29日に降伏した。
ベオグラード陥落により、ハンガリー首脳がオスマン帝国の拡大政策に反対する能力がないことが分かり、1526年のモハーチの戦いでオスマンの覇権が示された。ハンガリーが敗北して崩壊した後、オスマンのヨーロッパ侵攻に対抗するキリスト教国のトップがハプスブルク帝国になった（ハンガリーも含めて）。ベオグラードがキリスト教国の支配下に入ったのはバイエルン選帝侯マクシミリアン1世がオーストリア側で占領した1688年のみだった。
セリム1世が崩御すると、息子のスレイマン1世が1520年にオスマン帝国のスルタン（皇帝）に即位し、一方でハンガリー王国はほとんど荒廃していた。ハンガリー貴族は多くの政党に分かれ、強力な中央政府がなく、国を守るために団結することはできなかった。ハンガリー王ラヨシュ2世は多くの紛争によって弱体化した。下級貴族は上級貴族とcourt circlesと衝突し、Duke of Erdelj, John Zapotyaは、すでに弱体化したラヨシュ2世政権に公然と反抗した。Duke of Erdelを支持した派閥は絶えずcourt circlesと衝突した。王自身は野心的な支持者に牛耳られ無力な象徴だった。自分の存在のための金銭を持ってなかった。このような状況では、南の国境防衛を強化できず、軍事行動に着手することもできなかった。